# سکس تباه، دنیای خشن
سکس تباه، دنیای خشن (ایتالیایی: Sesso perverso, mondo violento) یک فیلم مستند اِروتیک به کارگردانی برونو ماتی است که در سال ۱۹۸۲ منتشر شد و حاوی صحنه‌های هاردکور است.